# Pierre Cornuel
Pierre Cornuel, né à Chantenay-Villedieu (Sarthe), est un auteur pour la jeunesse, peintre et illustrateur français.
Diplômé de l'École supérieure des arts modernes (ESAM) de Paris, il a publié une soixantaine d’albums jeunesse, principalement aux Éditions Grasset. Il expose ses œuvres acrylique, huile, aquarelle, encre de Chine et pastels en France et à l'étranger. Le jazz fait partie de ses sources d'inspiration.

## Biographie
Fils de parents commerçants, Pierre Cornuel se découvre très tôt un goût pour le dessin qu'il expérimente sous diverses formes : croquis, caricatures, paysages, gags. À l'adolescence, il s'essaye à la bande dessinée.
En 1971, il entre à l'École supérieure des arts modernes de Paris (ESAM design). La même année, il se lance sur les routes du grand Nord, sac au dos et carnets à la main, lesquels inspireront ou engendreront par la suite livres et expositions.
À l'ESAM, il produit des illustrations pour les publications des Éditions Bayard, mais aussi dans la publicité comme graphiste. Pierre Cornuel illustre (souvent pour Grasset, mais aussi pour Flammarion, Actes Sud, Nathan, Hatier ou Rouge et Or) des histoires de Lydia Devos, Henriette Bichonnier ou Amanda Sthers, ainsi que des adaptations de grands classiques (La Fontaine, Grimm…) ou ses propres scénarios. Il participe également à la création de films d'animation (tel Le Père Noël et le Magicien, réalisé par Henri Heidsieck en 1994).
En 1982, passionné de musique, il entame une collaboration avec la maison de disques Nato fondée par Jean Rochard. Pierre Cornuel effectuera la quasi-totalité des couvertures des disques et de leurs lignes graphiques jusqu'au disque Buenaventura Durruti. Certaines de ses couvertures ont été citées comme modèle et remarquées par la critique : Haunt of the Unresolved de John Lindberg, Hörmuzik Zwei de Günter Sommer, Pop Out Eyes du British Summer Time Ends, Deadly Weapons de Steve Beresford, John Zorn, David Toop et Tonie Marshall, Island Songs de Mike Cooper, Flying Fortress de Tony Hymas, Café de la Place de Lol Coxhill, Ascenseur pour le 28 de Günter Sommer. La collaboration avec Nato s'achève en 1996.
L'ouvrage J'en ai marre d'être un hippopotame est publié en 1997 avec un trait « libéré ». Son travail d'illustrateur et de peintre se retrouvent alors fortement liés.
En 2005, il interprète l’Odyssée d'Homère en une suite de tableaux non figuratifs.
Il fonde le collectif Lena Gallery et le site lena-gallery.com (LGC) avec d'autres artistes issus de la peinture, de la littérature ou du théâtre en 2007.
En 2010, son album Chu Ta et Ta’O, le peintre et l’oiseau, écrit avec Sohee Kim, lui vaut la reconnaissance des musées nationaux de Paris. L'exposition Fleurs noires à la galerie Art Présent de Stephen Joannon est sélectionnée par France 2 pour l'émission Thé ou café.
La Fédération nationale de la Culture française lui attribue le prix Toile d’or de l’année 2012 pour son triptyque Femmes rebelles.
Les enseignants le sollicitent régulièrement dans leurs classes de primaire, collège et lycée car il aborde dans ses livres quelques sujets graves : racisme, look, racket, sectes, chirurgie esthétique, mais la vivacité fantaisiste de ses croquis d'animaux évite toute lourdeur didactique. Dans Chacun son look, Racket story et Bistouri Show publiés chez Grasset, il dédramatise des sujets de société qui concernent les adolescents : la dictature des marques vestimentaires ou l'apparence physique et la violence des quartiers. Parallèlement, il anime dans son atelier de Saint-Germain-en-Laye des cours d'illustration et de bande dessinée pour tout public[réf. nécessaire].
Il est exposé dans de nombreuses galeries et centres culturels français de par le monde (Paris, Rome, Bologne, Berlin, New-York, Londres, Nishinomiya, Izmir…'issue de l'E).

## Publications
- Les deux maisons de Désiré Raton, Grasset, 1982 (texte de Lydia Devos), 2000,  (ISBN 9782246279327)
- Le chat et la souris voyagent dans l'espace, Grasset, 1983 (texte de Henriette Bichonnier)  (ISBN 9782246319122)
- Demain, c'est la rentrée (texte de Lydia Devos) Grasset 1 985 J, 2000,  (ISBN 9782246377221)
- La souris des villes, la souris des champs (texte de Hélène Furdina d'après Jean de la Fontaine), éd. Nathan (Col. Contes en images), 1986, Sélection foire de Bologne (Italie) 1987
- Le dernier des abominaffreux, Grasset, 1987 (texte de Henriette Bichonnier)
- Les vacances de Désiré Raton, (texte de Lydia Devos) Grasset J, 1989 Grasset J, 2000,  (ISBN 9782246409427)
- Jamais je ne t'oublierai (texte de Lydia Devos) Grasset J, 1990 (col. Lecteurs en herbe), 2000, Prix Octogone d'argent 1990,  (ISBN 9782246426226)
- Robert et le sphinx Grasset J, 1991 (col. Lecteurs en herbe), Lauréat vainqueur des livres adaptés en pièce de théâtre à la foire de Bologne (Italie) 1995 et prix meilleure affiche édition jeunesse Rouen 1998,  (ISBN 9782246468912)
- Gare aux dragounes, Grasset, 1994 (col. Lecteurs en herbe), Prix meilleur livre jeunesse, Salon du livre de Bailly 1995,  (ISBN 9782246497417)
- Tu dors grand-mère ? (avec Catherine Flohic) Ed. de l'Atelier, 1996,  (ISBN 9782708232006)
- Naître plus loin (avec Andrée Chédid) Lo Païs, 1997 (D'Enfance),  (ISBN 9782910998103)
- J'en ai marre d'être un hippopotame, Grasset J, 1997 (col. Lecteurs en herbe),  (ISBN 2246542510)
- Embrouille chez les grenouilles, Grasset, 1998 (col. Lecteurs en herbe), Grand prix littéraire des écoles, inspection départementale 94, 2008,  (ISBN 2246571413)
- A-t-elle raison Lili Hérisson ? (texte de Diane Barbara, Actes Sud Jr, 1998,  (ISBN 2-7427-1785-4) (BNF 37069293)
- L'ordinateur fantôme (texte de Christine Boutin), Grasset J, 1998 (Lampe de poche),  (ISBN 9782246540717)
- Léopardi Galoupi (texte de Martine Beck), Père Castor-Flammarion, 1999, Prix Chronos 2003
- Snow le petit esquimau (texte de Françoise Bobe), Père Castor-Flammarion, 2000,  (ISBN 9782081614451)
- Un dimanche à la campagne, Lo Pais EDS, 1999 (texte de Lydia Devos) (D'Enfance),  (ISBN 9782910998233)
- Gourou de mouton, Grasset, 2000 (Col. Lecteurs en herbe),  (ISBN 2-246-57141-3)
- Chacun son look, Grasset J, 2002, Prix jeunesse sélection France télévision 2003, Prix jeunesse du Var 2003, Prix littéraire du Véron 2004,   (ISBN 9782246638117)
- L’oiseau et la tortue, L’Art à la page 2003, Pas d’ISBN livre d’artiste Édition galerie l’Art à la Page
- Racket-Story, Grasset J, 2005,  (ISBN 9782246685616)
- Le chat bleu, l'alouette et le canard timide, Grasset, 2005 (texte de Amanda Sthers), Prix jeunesse Saint-Laurent-du-Var 2009,  (ISBN 978-2-246-71-581-8)
- Bistouri show[11], Grasset J, 2007 (Lampe de poche)
- Chu ta et Ta'O, le peintre et l'oiseau (avec Sohee Kim), Grasset jeunesse, 2010,  (ISBN 978-2-246-76921-7)
- Éclats de Lune, Éditions HongFei Cultures, 2013,  (ISBN 978-2-35558-066-6)
- Le Héros, Éditions HongFei Cultures, 2015, (ISBN 978-2-35558-104-5)
- Shaolin, pays de Kung-fu, éditions HongFei Cultures, 2020.  (ISBN 978-2-35558-165-6)